# Ai Shibata
Ai Shibata (jap. 柴田 亜衣, Shibata Ai; Dazaifu, 14. svibnja 1982.) je japanska plivačica.
Olimpijska je pobjednica u plivanju.